# Lista de senadores do Brasil da 5.ª legislatura
Esta é a lista de senadores do Brasil da 5.ª legislatura do Congresso Nacional. Inclui-se o nome civil dos parlamentares, o partido ao qual eram filiados na data da posse, sua unidade federativa de origem, bem como outras informações. Esta legislatura do Senado Federal durou de 1843 até 1844.

## Presidentes
| Nome do senador | Nome do senador                          | Imagem | Início do mandato | Fim do mandato | Partido     | Origem               | Referências |
| --------------- | ---------------------------------------- | ------ | ----------------- | -------------- | ----------- | -------------------- | ----------- |
|                 | José da Costa Carvalho                   |        | 1842              | 1843           | Conservador | Província de Sergipe | [ 2 ] [ 3 ] |
|                 | João Vieira de Carvalho Marquês de Lages |        | 1844              | 1847           | Nenhum      | Província do Ceará   | [ 2 ] [ 4 ] |

## Senadores
| Imagem                           | Nome                                                                                    | Início de mandato    | Fim de mandato       | Partido              | Observações          | Referências e notas  |  |
| Província de Alagoas             | Província de Alagoas                                                                    | Província de Alagoas | Província de Alagoas | Província de Alagoas | Província de Alagoas | Província de Alagoas |  |
| -------------------------------- | --------------------------------------------------------------------------------------- | -------------------- | -------------------- | -------------------- | -------------------- | -------------------- |  |
|                                  | Antônio Luís Dantas de Barros Leite                                                     | 1843                 | 1844                 |                      |                      |                      |  |
|                                  | D. Nuno Eugênio Lóssio e Seiblitz                                                       | 1826                 | 1843                 |                      |                      |                      |  |
|                                  | Aureliano de Souza e Oliveira Coutinho Visconde de Sepetiba                             | 1843                 | 1844                 |                      |                      |                      |  |
| Província da Bahia               |                                                                                         |                      |                      |                      |                      |                      |  |
|                                  | José Carlos Pereira de Almeida Torres Visconde de Macaé                                 | 1843                 | 1844                 | Liberal              |                      |                      |  |
|                                  | Manuel Ignácio da Cunha e Menezes 1.º Visconde do Rio Vermelho                          | 1829                 | 1850                 |                      |                      |                      |  |
|                                  | Manuel Antônio Galvão                                                                   | 1844                 | 1844                 |                      |                      |                      |  |
|                                  | Francisco de Souza Paraíso                                                              | 1833                 | 1844                 |                      |                      |                      |  |
|                                  | Domingos Borges de Barros Visconde de Pedra Branca                                      | 1833                 | 1855                 |                      |                      |                      |  |
|                                  | Manuel dos Santos Martins Valasques                                                     | 1834                 | 1863                 |                      |                      |                      |  |
|                                  | Manuel Alves Branco 2.º Visconde de Caravelas                                           | 1834                 | 1856                 | Liberal              |                      |                      |  |
|                                  | Cassiano Esperidião de Mello e Mattos                                                   | 1834                 | 1857                 |                      |                      |                      |  |
| Província do Ceará               |                                                                                         |                      |                      |                      |                      |                      |  |
|                                  | Miguel Calmon Du Pin e Almeida Marquês de Abrantes                                      | 1838                 | 1844                 |                      |                      |                      |  |
|                                  | Manuel do Nascimento Castro e Silva                                                     | 1838                 | 1846                 | Partido Liberal      |                      |                      |  |
|                                  | José Martiniano de Alencar                                                              | 1830                 | 1860                 |                      |                      |                      |  |
|                                  | João Vieira de Carvalho Marquês de Lages                                                | 1829                 | 1847                 | Conservador          |                      |                      |  |
| Província do Espírito Santo      |                                                                                         |                      |                      |                      |                      |                      |  |
|                                  | José Thomaz Nabuco de Araújo                                                            | 1834                 | 1852                 |                      |                      |                      |  |
| Província de Goiás               |                                                                                         |                      |                      |                      |                      |                      |  |
|                                  | José Antônio da Silva Maia                                                              | 1843                 | 1844                 |                      |                      |                      |  |
| Província do Maranhão            |                                                                                         |                      |                      |                      |                      |                      |  |
|                                  | Patrício José de Almeida e Silva                                                        | 1826                 | 1847                 |                      |                      |                      |  |
|                                  | Antônio Pedro da Costa Ferreira                                                         | 1834                 | 1860                 |                      |                      |                      |  |
| Província de Mato Grosso         |                                                                                         |                      |                      |                      |                      |                      |  |
|                                  | José Saturnino da Costa Pereira                                                         | 1828                 | 1852                 |                      |                      |                      |  |
| Província de Minas Gerais        |                                                                                         |                      |                      |                      |                      |                      |  |
|                                  | Antonio Augusto Monteiro de Barros                                                      | 1828                 | 1844                 |                      |                      |                      |  |
|                                  | Manuel Inácio de Melo e Sousa Barão de Pontal                                           | 1834                 | 1860                 |                      |                      |                      |  |
|                                  | João Evangelista de Faria Lobato                                                        | 1826                 | 1846                 |                      |                      |                      |  |
|                                  | José Bento Leite Ferreira de Mello                                                      | 1834                 | 1844                 | Liberal              |                      |                      |  |
|                                  | Bernardo Pereira de Vasconcelos                                                         | 1838                 | 1850                 | Conservador          |                      |                      |  |
|                                  | Cândido José de Araújo Viana Marquês de Sapucaí                                         | 1838                 | 1870                 |                      |                      |                      |  |
|                                  | Estevão Ribeiro de Rezende Marquês de Valença                                           | 1826                 | 1856                 |                      |                      |                      |  |
|                                  | Marcos Antônio Monteiro de Barros                                                       | 1826                 | 1852                 |                      |                      |                      |  |
|                                  | Manuel Jacinto Nogueira da Gama                                                         | 1826                 | 1847                 |                      |                      |                      |  |
|                                  | Nicolau Pereira de Campos Vergueiro                                                     | 1828                 | 1859                 | Partido Liberal      |                      |                      |  |
|                                  | Honório Hermeto Carneiro Leão                                                           | 1843                 | 1844                 | Conservador          |                      |                      |  |
| Província do Grão-Pará           |                                                                                         |                      |                      |                      |                      |                      |  |
|                                  | José Clemente Pereira                                                                   | 1843                 | 1844                 |                      |                      |                      |  |
| Província da Paraíba             |                                                                                         |                      |                      |                      |                      |                      |  |
|                                  | Antonio da Cunha Vasconcelos                                                            | 1830                 | 1868                 | Conservador          |                      |                      |  |
|                                  | Manuel de Carvalho Paes de Andrade                                                      | 1830                 | 1855                 |                      |                      |                      |  |
| Província de Pernambuco          |                                                                                         |                      |                      |                      |                      |                      |  |
|                                  | Manuel Caetano de Almeida e Albuquerque                                                 | 1826                 | 1844                 |                      |                      |                      |  |
|                                  | Antônio Francisco de Paula de Holanda Cavalcanti de Albuquerque Visconde de Albuquerque | 1838                 | 1863                 | Liberal              |                      |                      |  |
|                                  | Francisco de Paula de Almeida Albuquerque                                               | 1843                 | 1844                 |                      |                      |                      |  |
|                                  | Francisco de Paula Cavalcanti e Albuquerque Visconde de Suassuna                        | 1843                 | 1844                 | Conservador          |                      |                      |  |
|                                  | Pedro de Araújo Lima Marquês de Olinda                                                  | 1834                 | 1872                 | Conservador          |                      |                      |  |
|                                  | José Carlos Mayrink da Silva Ferrão                                                     | 1826                 | 1846                 |                      |                      |                      |  |
| Província do Piauí               |                                                                                         |                      |                      |                      |                      |                      |  |
|                                  | Luiz José de Oliveira Mendes Barão de Monte Santo I                                     | 1826                 | 1851                 |                      |                      |                      |  |
| Província do Rio de Janeiro      |                                                                                         |                      |                      |                      |                      |                      |  |
|                                  | Diogo Antônio Feijó Regente Feijó                                                       | 1830                 | 1844                 | Partido Liberal      |                      |                      |  |
|                                  | Caetano Maria Lopes Gama                                                                | 1839                 | 1864                 | —                    |                      |                      |  |
|                                  | Mariano José Pereira da Fonseca Marquês de Maricá                                       | 1826                 | 1848                 |                      |                      |                      |  |
|                                  | Francisco Vilela Barbosa Marquês de Paranaguá                                           | 1826                 | 1846                 |                      |                      |                      |  |
|                                  | Joaquim José Rodrigues Tôrres Visconde de Itaboraí                                      | 1843                 | 1844                 | Conservador          |                      |                      |  |
|                                  | Francisco de Lima e Silva Barão de Barra Grande                                         | 1834                 | 1856                 |                      |                      |                      |  |
| Província do Rio Grande do Norte |                                                                                         |                      |                      |                      |                      |                      |  |
|                                  | Francisco Brito Guerra                                                                  | 1837                 | 1845                 |                      |                      |                      |  |
| Província de Santa Catarina      |                                                                                         |                      |                      |                      |                      |                      |  |
|                                  | Lourenço Rodrigues de Andrade                                                           | 1826                 | 1844                 |                      |                      |                      |  |
|                                  | José da Silva Mafra                                                                     | 1844                 | 1844                 |                      |                      |                      |  |
| Província de São Paulo           |                                                                                         |                      |                      |                      |                      |                      |  |
|                                  | José Feliciano Fernandes Pinheiro                                                       | 1826                 | 1847                 |                      |                      |                      |  |
|                                  | Francisco de Assis Mascarenhas                                                          | 1826                 | 1843                 |                      |                      |                      |  |
|                                  | Francisco de Paula Souza e Melo                                                         | 1830                 | 1854                 | Partido Liberal      |                      |                      |  |
|                                  | Lucas Antônio Monteiro de Barros Visconde de Congonhas do Campo                         | 1826                 | 1851                 |                      |                      |                      |  |
|                                  | José Cesário de Miranda Ribeiro                                                         | 1843                 | 1844                 |                      |                      |                      |  |
| Província de Sergipe             |                                                                                         |                      |                      |                      |                      |                      |  |
|                                  | José da Costa Carvalho                                                                  | 1839                 | 1860                 | Conservador          |                      |                      |  |